# Benjamin Markowitsch Blumenfeld

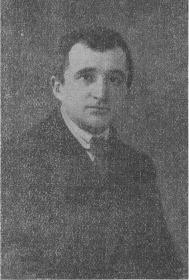
Benjamin Blumenfeld

Benjamin Markowitsch Blumenfeld (russisch Бениамин Маркович Блюменфельд, wiss. Transliteration Beniamin Markovič Bljumenfeľd; * 24. Mai 1884 in Vilkaviškis, Gouvernement Suwałki, heute Vilkaviškis, Litauen; † 5. März 1947 in Moskau) war ein russischer/sowjetischer Schachmeister und -theoretiker.
Blumenfeld studierte in Moskau und Berlin Jura und war im Jahrzehnt vor dem Ersten Weltkrieg einer der besten Moskauer Spieler. Seinen größten Erfolg feierte er beim 4. All-Russischen Meisterturnier 1905/1906 in Sankt Petersburg, als er gemeinsam mit Akiba Rubinstein Zweiter wurde. 1907 wurde er bei einem internationalen Turnier in Moskau geteilter Zweiter. 1911 wurde er Meister von Moskau. 1920 nahm Blumenfeld an der ersten Meisterschaft Sowjetrusslands teil, der All-Russischen Olympiade, und wurde Achter. 1925 teilte er Platz zwei und drei bei der Moskauer Meisterschaft.
Blumenfelds theoretisches Schaffen war eine der Grundlagen der Sowjetischen Schachschule. Nach ihm ist das Blumenfeld-Gambit (1. d2–d4 Sg8–f6 2. c2–c4 e7–e6 3. Sg1–f3 c7–c5 4. d4–d5 b7–b5) benannt.

## Werke
- Rol endschpila w schachmatnoj parti [Die Rolle des Endspiels in der Schachpartie], Leningrad 1931.
- Match Aljechin-Bogoljubow, Moskau 1931.
- Kombinazja w schachmatnoj parti [Die Kombination in der Schachpartie], Moskau 1938.